# Onondaga

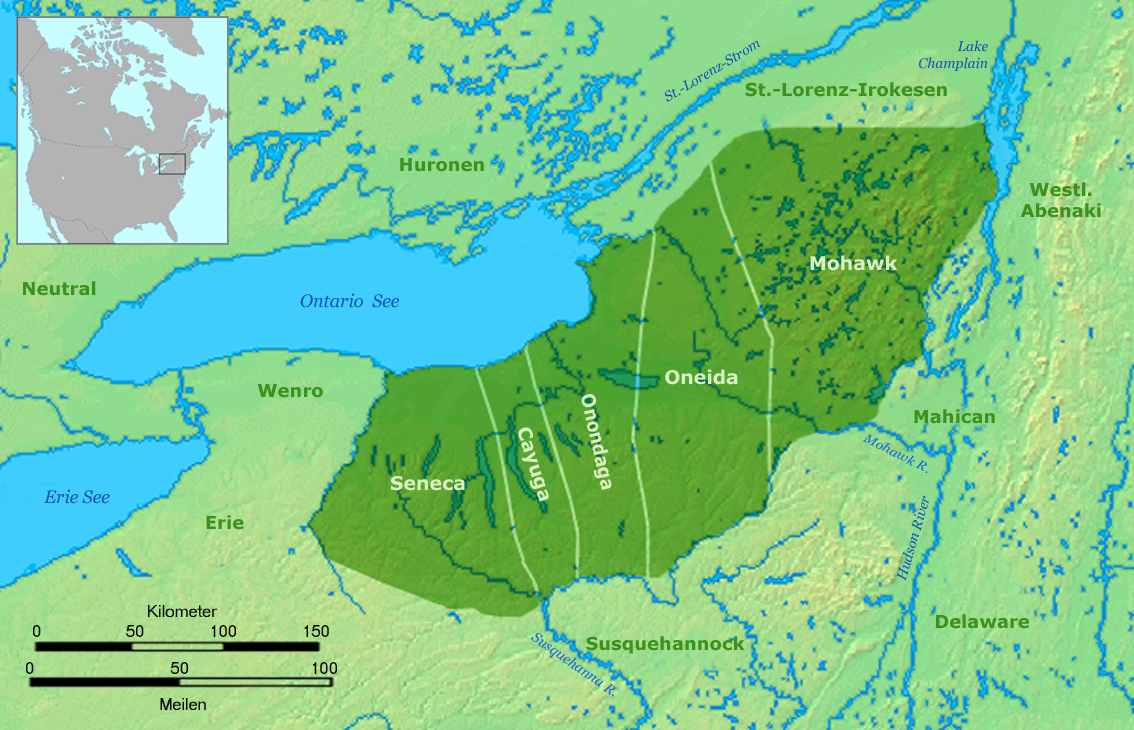
Onondaga låg i centrum för Irokesförbundet och var Rådseldens väktare.

Onondaga är ett av de irokesiska folk som tillhör Irokesförbundet.
Onondaganationen ställde sig till en början neutrala i frihetskriget, men efter att amerikanska trupper angripit deras huvudby allierade de sig med England.